# Chris Johnson (Schauspieler, 1977)
Chris J. Johnson (* 29. August 1977 in Stoneham, Massachusetts) ist ein US-amerikanischer Schauspieler.

## Karriere
Er wurde bekannt durch eine Nebenrolle in der Serie The Vampire Diaries, in der er einen Menschen spielte, der zum Vampir wurde (Logan Fell). Johnson spielte eine der Hauptrollen, Vincent, in der UPN-Fernsehserie South Beach (2006). Er hatte darüber hinaus Auftritte in einzelnen Folgen weiterer Fernsehserien, darunter CSI: Den Tätern auf der Spur (2002), Kate Fox & die Liebe (2003), Navy CIS (2004), Desperate Housewives (2004), JAG – Im Auftrag der Ehre (2002, 2005), Without a Trace – Spurlos verschwunden (2007) und Shark (2007).